# Hibiscus taiwanensis
Hibiscus taiwanensis là một loài thực vật có hoa trong họ Cẩm quỳ. Loài này được S.Y. Hu mô tả khoa học đầu tiên năm 1955.